# Зуев, Константин Эдуардович
Константин Эдуардович Зуев (24 августа 1961, Тирасполь, Молдавская ССР) — российский политический деятель, депутат Государственной думы ФС РФ первого созыва.

## Биография
Родился 24 августа 1961 года в городе Тирасполе Молдавской ССР.
В 1983 году окончил кредитно-экономический факультет Московского финансового института по специальности «финансы и кредит», в 2005 году — Российскую академию государственной службы при президенте Российской Федерации, специальность — юриспруденция, специализация — правовое обеспечение рыночной экономики.

## Профессиональная деятельность
- В 1983—1993 годах — бухгалтер, экономист, старший экономист, ведущий экономист акционерного общества «Экспортлес»; затем был начальником финансового отдела ТОО «Поликом».
- В 1993 году — председатель Совета директоров акционерного общества «Технология» (Москва). Стал членом партии Российского единства и согласия (ПРЕС).
- С декабря 1993 года — депутат Государственной Думы Федерального Собрания Российской Федерации, где был членом депутатской фракции ПРЕС.
- С января 1994 года — член комитета Государственной Думы РФ по промышленности, строительству, транспорту и энергетике (руководитель группы по экономическим проблемам)[2].
- С июля 1996 года — статс-секретарь — заместитель председателя Федеральной комиссии по ценным бумагам (ФКЦБ). 26 мая 1997 года был утверждён членом Коллегии при ФКЦБ. В ноябре 2000 года вновь был назначен статс-секретарём — заместителем председателя ФКЦБ. 22 мая 2004 года был освобожден от должности статс-секретаря — заместителя председателя Федеральной комиссии по ценным бумагам «в связи с упразднением комиссии».
- С декабря 2004 по 2005 год работал директором фонда «Центр развития фондового рынка».
- С декабря 2007 года был заместителем губернатора Тверской области.